# Fairmont Royal York

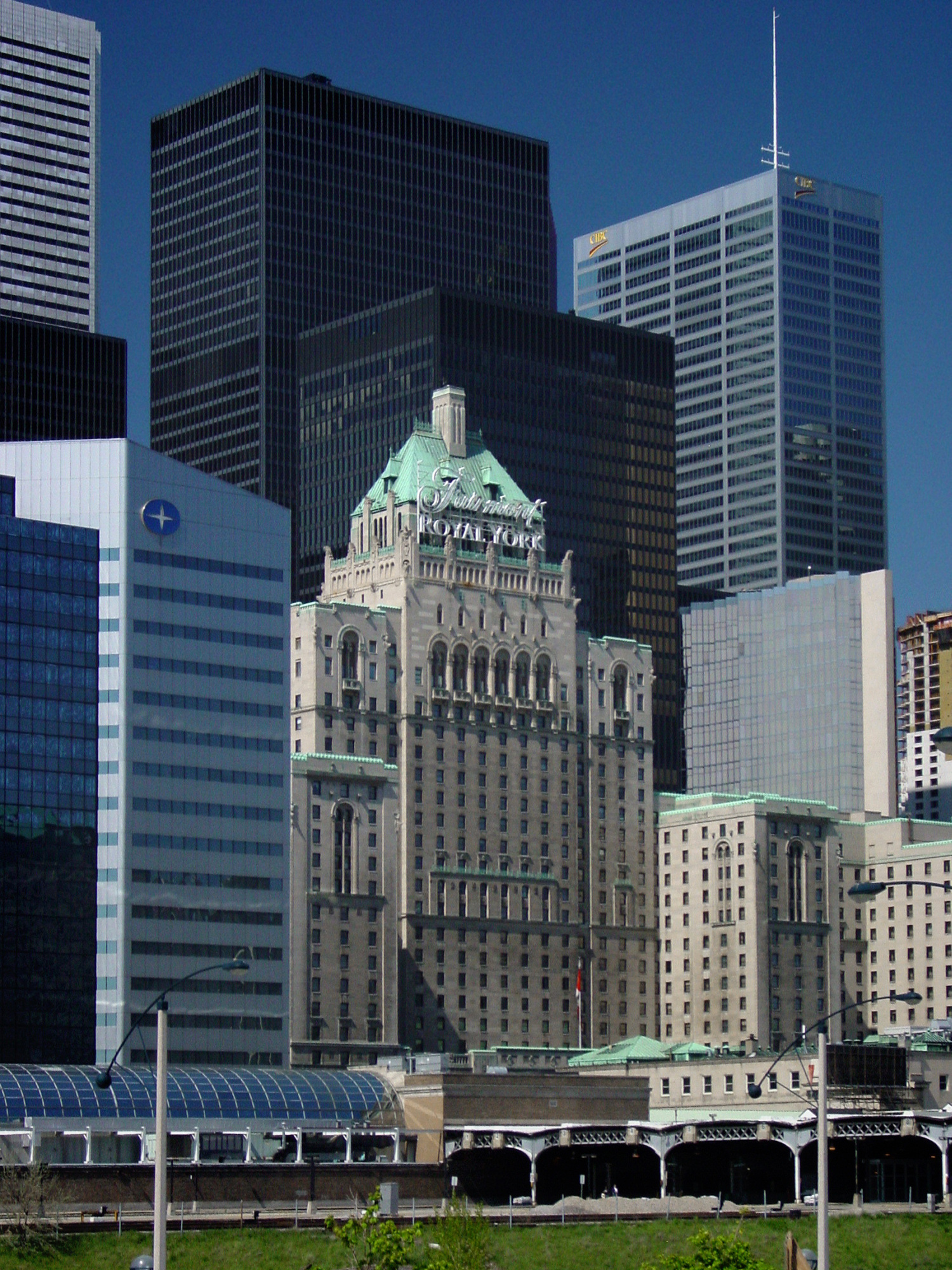
Fairmont Royal York

Das Fairmont Royal York ist ein Luxushotel in der Innenstadt Torontos. Es befindet sich an der Front Street gegenüber dem Hauptbahnhof Union Station. Das Hotel gehört der Kette Fairmont Hotels and Resorts, die beispielsweise auch das Château Frontenac in Québec betreibt. Das Hotel ist mit PATH, der Untergrundstadt Torontos verbunden.
Das Fairmont Royal York wurde von dem kanadischen Architektenbüro Ross and Macdonald sowie dem Architekten Henry Sproatt entworfen und am 11. Juni 1929 eröffnet. Mit 124 Metern (28 Stockwerke) war es bis 1931 das höchste Gebäude der Stadt und das höchste und größte Hotel im British Commonwealth. Das Hotel verfügte ursprünglich über 1048 Zimmer und hat seit seiner Erweiterung 1959 durch einen Ostflügel rund 1600 Zimmer. Das Hotel dient traditionell Elisabeth II. sowie der britischen Königsfamilie als Unterkunft bei ihren Aufenthalten in Toronto. In diesen Fällen wird ein Stockwerk für die Königin und ihre Begleiter reserviert. Das heutige Hotel ist an dieser Stelle das dritte; es ersetzte das alte Queen’s Hotel.

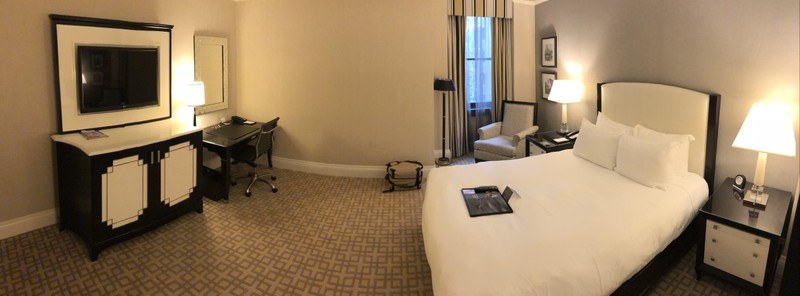
Aufnahme eines Zimmers im Fairmont Royal York Hotel

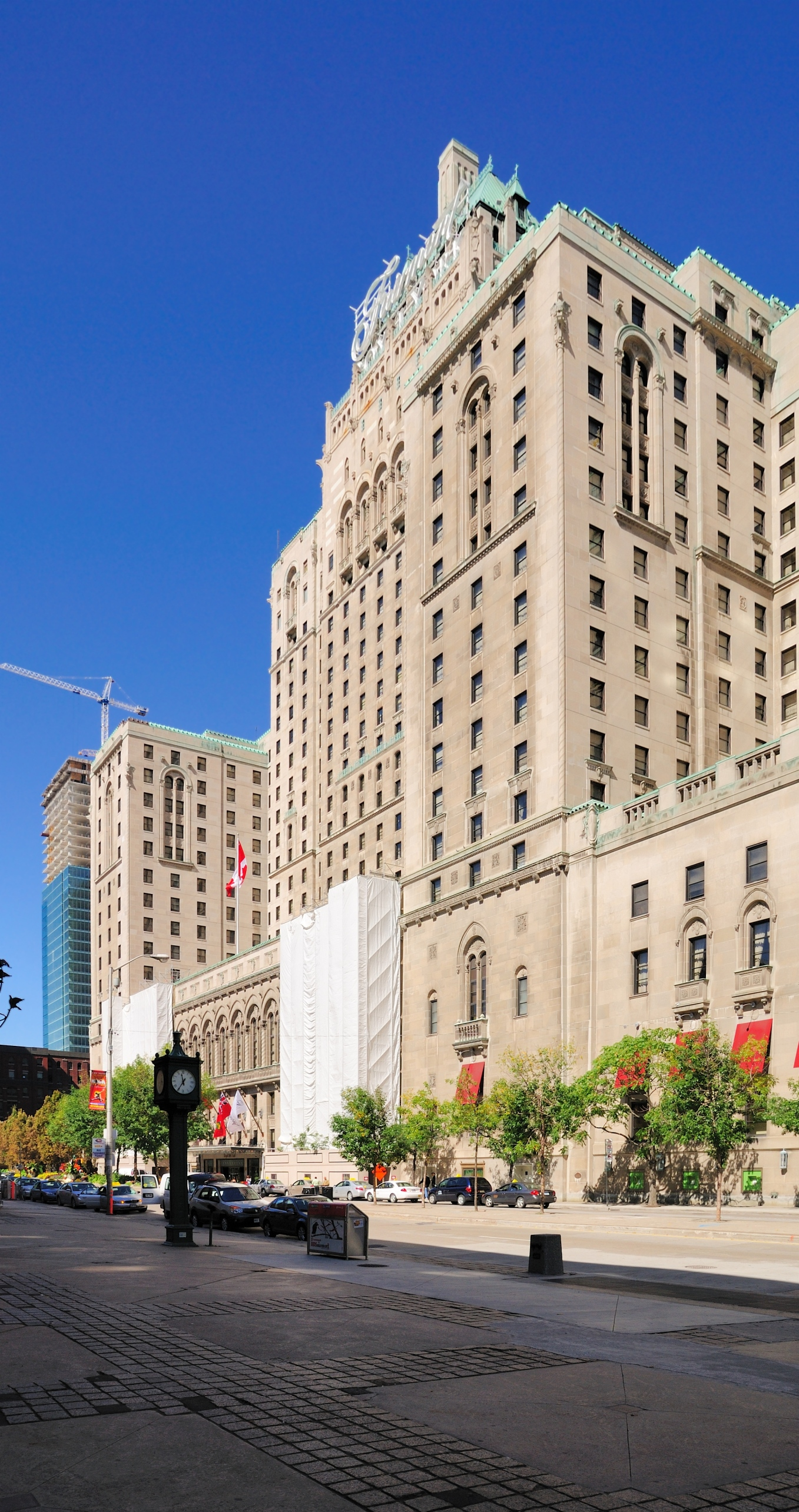
Fairmont Royal York von der Front Street
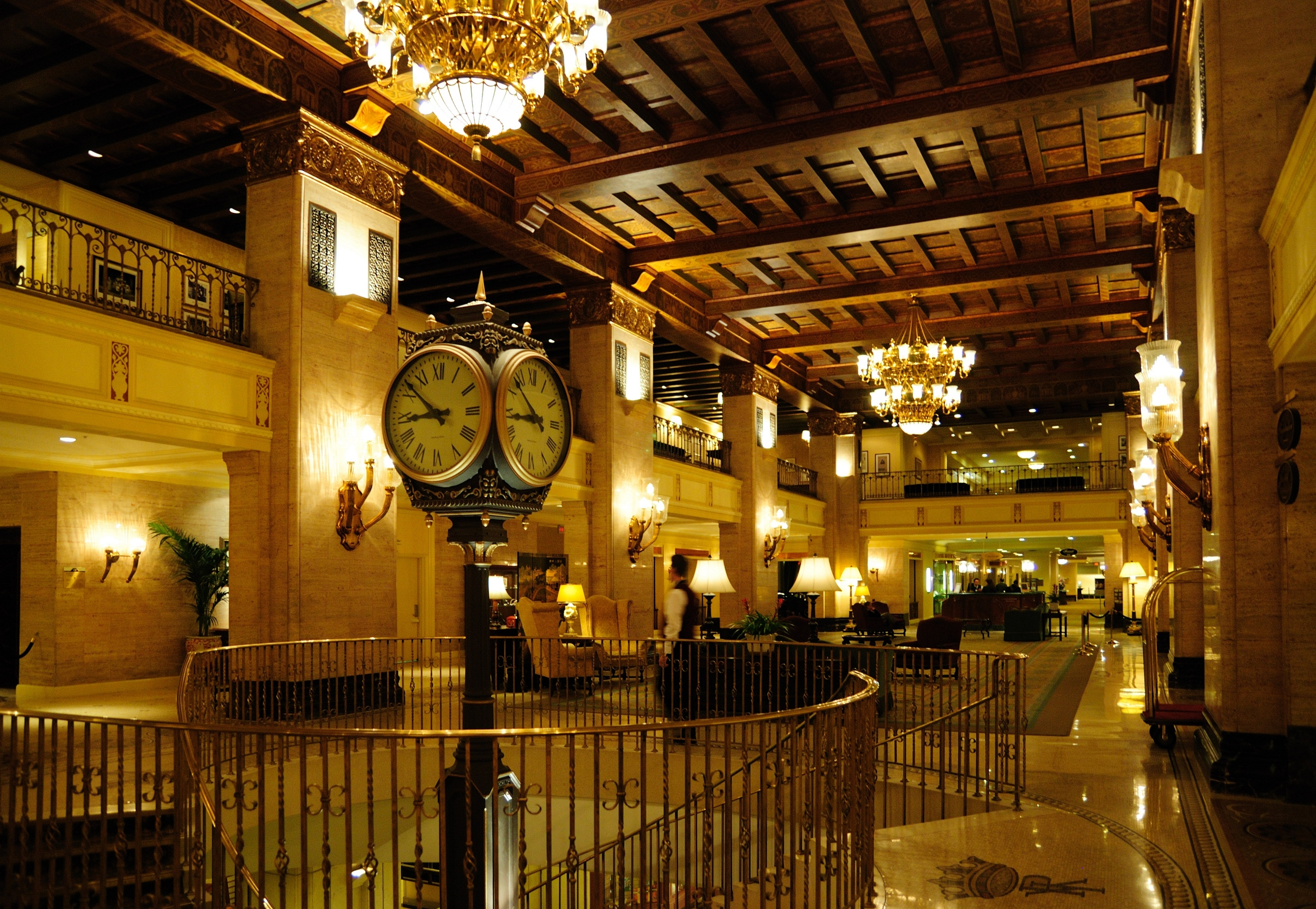
Empfangsbereich des Fairmont Royal York Hotels